# Time (Pink Floyd-single)
 For alternative betydninger, se Time (flertydig). (Se også artikler, som begynder med Time)
"Time" er det fjerde spor fra det engelske progressive rock band Pink Floyds album fra 1973, The Dark Side of the Moon, og det eneste nummer på albummet krediteret til alle fire medlemmer. Det er kendt for sit lange introstykke med ure og alarmer, der ringer. Introen er indspillet som et kvadrofonisk forsøg af Alan Parsons, og egentlig ikke til albummet.
Sangen er et memento mori, der beskriver fænomenet, når tiden lader til at gå hurtigere, end man selv ældes, hvilket ofte forårsager fortvivlelse i en ældre alder over muligheder, man ikke greb i sin fortid.
| Musik | Spire Denne musikartikel er en spire som bør udbygges. Du er velkommen til at hjælpe Wikipedia ved at udvide den. |